# Erythrolamprus perfuscus
Erythrolamprus perfuscus — вимерлий вид змій родини полозових (Colubridae), що був ендеміком Барбадосу.

## Поширення і екологія
Erythrolamprus perfuscus раніше мешкали на острові Барбадос в архіпелазі Малих Антильських островів. Вони жили у мезофільних лісах, вели наземний спосіб життя, полювали на ящірок, відкладали яйця.

## Вимирання
'Erythrolamprus perfuscus вимерли внаслідок появи на острові інтродукованих мангустів. Вид не спостерігався з 1963 року і вважається вимерлим.